# رودخانه اتمسفری

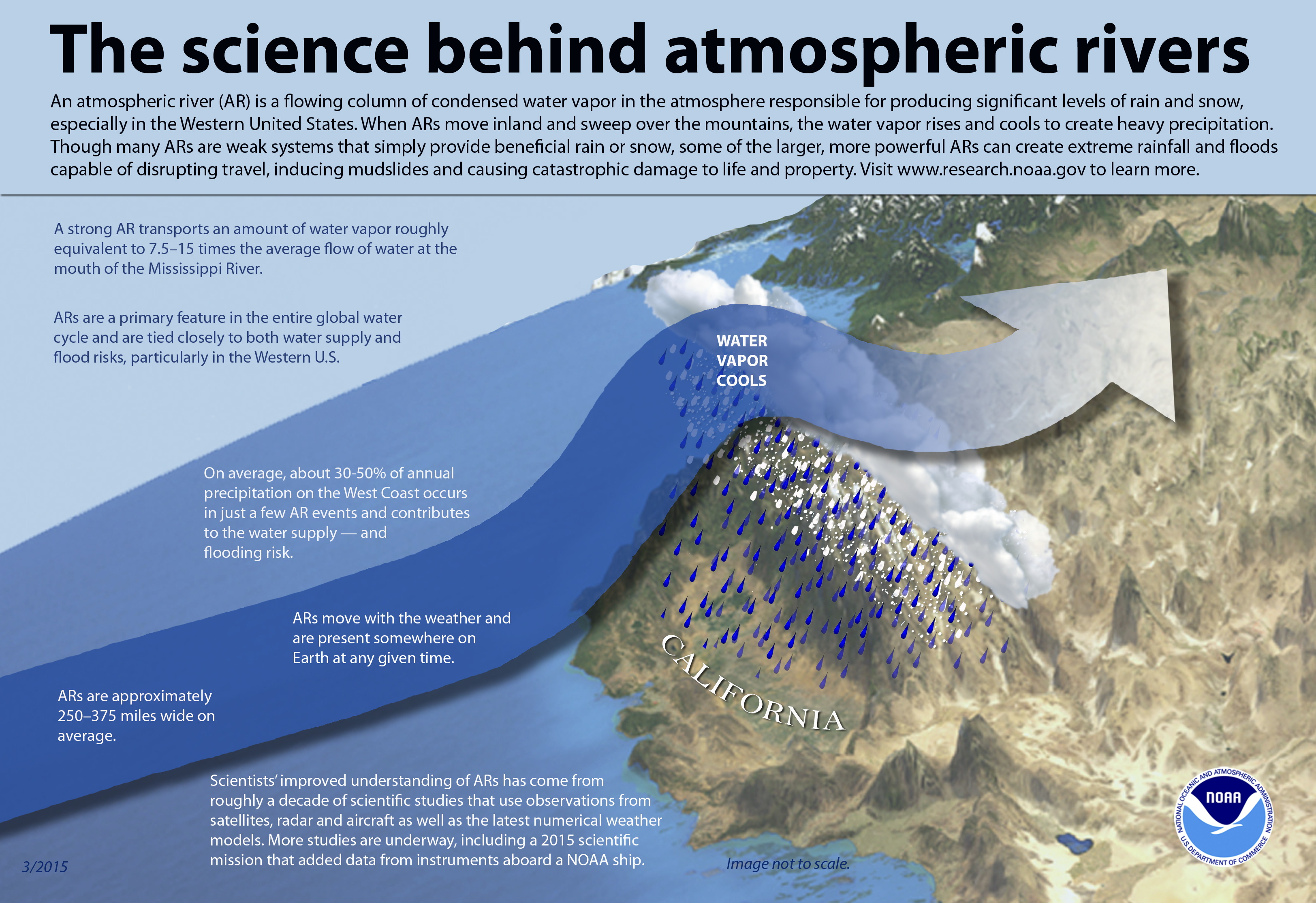
توضیحی از خدمات هواشناسی ملی آمریکا در مورد رودخانه‌های جوی

رودخانه اتمسفری یا رودخانهٔ جوی (به انگلیسی: Atmospheric river) به نواری باریک و متمرکز از رطوبت شدید در اتمسفر اطلاق می‌شود که نقش مهمی در انتقال بخار آب از مناطق استوایی به عرض‌های جغرافیایی بالاتر دارد. این پدیده جوی معمولاً به‌صورت دالان‌هایی از رطوبت بالا در تروپوسفر پایین ظاهر می‌شود و می‌تواند باعث بارندگی شدید و سیلاب در نواحی ساحلی و داخلی گردد. از جمله نام‌های دیگر این پدیده می‌توان به ستون گرمسیری، اتصال گرمسیری، ستون رطوبت، موج بخار آب و نوار ابری اشاره کرد.

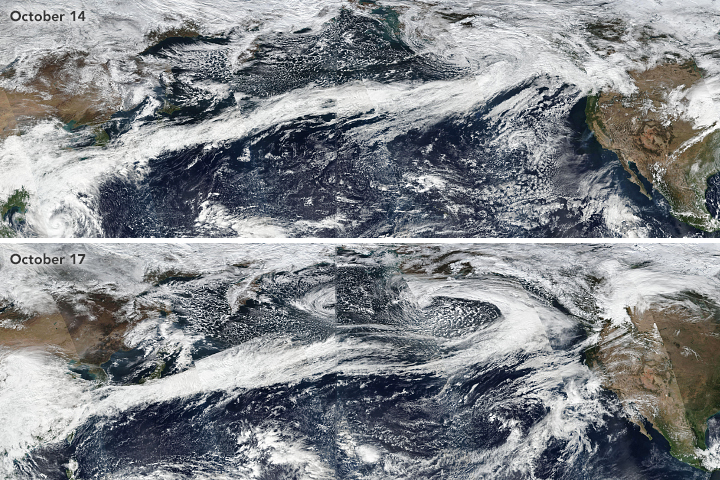
عکس‌های ماهواره‌ای از یک رودخانهٔ جوی که آسیا را به آمریکای شمالی متصل می‌کند، در اکتبر ۲۰۱۷

رودخانه‌های جوی از نوارهای باریکی از جریان تقویت‌شده بخار آب تشکیل شده‌اند که عمدتاً در امتداد مرزهای بین مناطق گسترده‌ای از جریان هوای سطحی واگرا قرار دارند. این نواحی اغلب با مناطق جبهه‌ای در ارتباط با چرخندهای برون‌حاره‌ای که بر فراز اقیانوس‌ها شکل می‌گیرند، همزمان هستند. یکی از رایج‌ترین و شناخته‌شده‌ترین انواع رودخانه‌های جوی، طوفان‌های موسوم به پاین‌اپل اکسپرس هستند. این نام به توده‌های گرم و مرطوب بخار آب اشاره دارد که منشأ آن‌ها نواحی گرمسیری اطراف هاوایی است. این جریان‌های رطوبتی با دنبال کردن مسیرهایی مختلف، به سمت غرب آمریکای شمالی حرکت کرده و به عرض‌های جغرافیایی ایالت کالیفرنیا، شمال غربی اقیانوس آرام، بریتیش کلمبیا و حتی نواحی جنوب شرقی آلاسکا می‌رسند.

## توضیحات

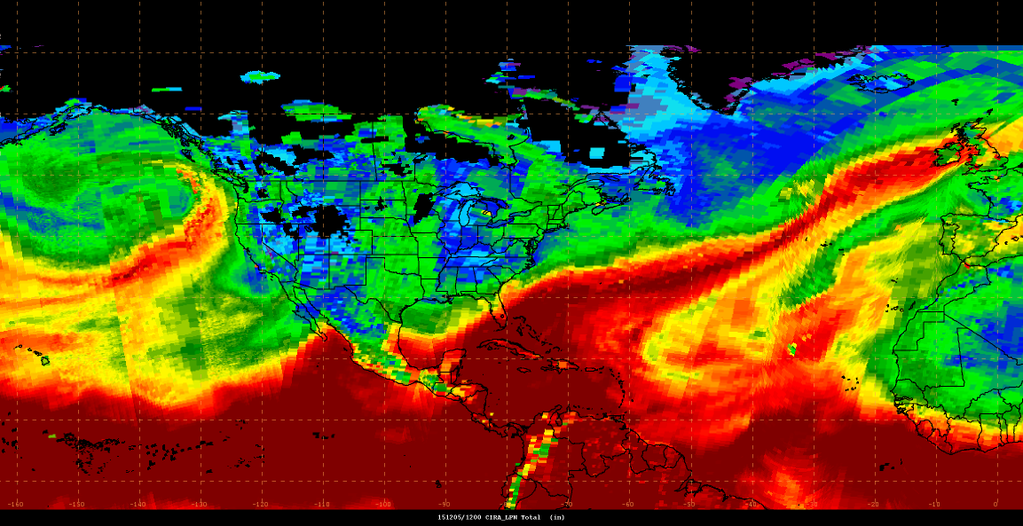
تصویر لایه‌لایهٔ آب قابل بارش از رودخانه‌های جوی بسیار قوی در ۵ دسامبر ۲۰۱۵. اولی، که توسط طوفان دزموند ایجاد شد، از کارائیب تا بریتانیا امتداد داشت؛ دومی از فیلیپین سرچشمه گرفت و با عبور از اقیانوس آرام تا سواحل غربی آمریکای شمالی امتداد یافت.

اصطلاح رودخانهٔ اتمسفری در ابتدا توسط محققان رجینالد نیوئل و یونگ ژو از مؤسسهٔ فناوری ماساچوست در اوایل دههٔ ۱۹۹۰ ابداع شد تا منعکس‌کنندهٔ باریک بودن توده‌های رطوبتی مربوطه باشد. رودخانه‌های جوی معمولاً چندین هزار کیلومتر طول و تنها چند صد کیلومتر عرض دارند و یکی از آنها می‌تواند جریان آبی بیشتر از بزرگ‌ترین رودخانهٔ زمین، رودخانهٔ آمازون، را حمل کند. معمولاً در هر زمان معین، ۳ تا ۵ عدد از این توده‌های باریک در یک نیمکره وجود دارد. شدت این موارد در طول قرن گذشته اندکی افزایش یافته است.

## تأثیرات

### ایران
در حالی که در غرب ایالات متحده و اروپا تحقیقات گسترده‌ای در حوزهٔ تأثیر رودخانه‌های جوی بر بلایای طبیعی مرتبط با آب و هوا صورت گرفته، اطلاعات کمی دربارهٔ مکانیسم‌ها و سهم آنها در سیل در خاورمیانه وجود دارد. با این حال، یک رودخانهٔ جوی نادر مسئول سیل بی‌سابقهٔ ۱۳۹۸ در ایران شناخته شد که به یک سوم زیرساخت‌های کشور آسیب رساند و ۷۶ نفر را کشت.
این رودخانهٔ جوی «دنا» نام‌گذاری شد؛ نامی برگرفته از قلهٔ دنا در رشته‌کوه زاگرس، که نقشی کلیدی در شکل‌گیری و هدایت بارش‌های ناشی از این پدیده ایفا کرد. رودخانهٔ جوی دنا مسیر خود را از اقیانوس اطلس آغاز کرده و پس از پیمودن مسافتی حدود ۹۰۰۰ کیلومتر، با عبور از شمال آفریقا، سرانجام بر فراز کوه‌های زاگرس فرود آمد.
تشکیل این رودخانهٔ جوی در نتیجه شرایط خاص سینوپتیکی، از جمله برهم‌کنش میان جت‌استریم‌های گرمسیری و فراگرمسیری و همچنین دمای بی‌سابقه و گرم سطح دریا در کلیهٔ حوضه‌های پیرامونی، امکان‌پذیر شد. انتقال بخار آب توسط رودخانهٔ جوی دنا به‌قدری چشمگیر بود که برآورد شده حجم آن بیش از ۱۵۰ برابر مجموع جریان چهار رودخانهٔ اصلی منطقه یعنی دجله، فرات، کارون و کرخه بوده است.
بارش‌های شدید در فصل بارانی سال ۲۰۱۸–۲۰۱۹، آن را به مرطوب‌ترین دوره در پنجاه سال گذشته تبدیل کرد؛ رخدادی که در تضادی آشکار با سال پیش از آن قرار داشت، که به‌عنوان خشک‌ترین فصل مشابه در این بازه زمانی ثبت شده بود. این تغییر چشمگیر نمونه‌ای گویا از گذار سریع از شرایط خشک به مرطوب و تشدید پدیده‌های حدی اقلیمی به‌شمار می‌رود، که می‌تواند به‌طور بالقوه پیامدی از تغییرات اقلیمی جهانی تلقی شود.